# 쩡카이쉬안
쩡카이쉬안(중국어 간체자: 曾恺玹, 정체자: 曾愷玹, 병음: Zēng Kǎixuán, 한자음: 증개현, 영어: Alice Tzeng 앨리스 쩡[*])은 중화민국의 배우이다. 저우제룬 감독의 영화 《말할 수 없는 비밀》(2007)에서 청의 역을 맡아 그해 금마장 여우조연상 후보에 올랐다.

## 작품

### 영화
- 2007년: 말할 수 없는 비밀 ... 청의 역
- 2008년: 아적최애
- 2008년: 탄. 도
- 2008년: 친애적
- 2009년: 애도저

### 드라마
- 2009년: 심성적루광 ... 안예산 역
- 2010년: 단수절배
- 2011년: 행복포공영